# موزه تاریخ شیکاگو
موزه تاریخ شیکاگو (به انگلیسی: Chicago History Museum) که در گذشته به عنوان جامعه تاریخی شیکاگو شناخته می شده در سال ۱۸۵۶ میلادی(حدود ۲۵ سال پس از پیدایش شیکاگو) برای مطالعه و شناخت تاریخ شیکاگو ایجاد شده است. این موزه در پارک لینکلن در شیکاگو قرار دارد. نام این موزه در سال ۲۰۰۶ به موزه تاریخ شیکاگو تغییر یافت. مهم ترین مجموعه شیکاگو از موارد مربوط به تاریخ محلی را در خود جای داده است. کتابخانه گسترده تحقیقاتی شامل کتاب ها و سایر مطالب منتشر شده، دست نوشته ها، نقاشی ها، مجسمه ها و عکس ها می باشد. برای عموم آزاد است، از جمله دانش آموزانی که در پروژه های مدرسه کار می کنند .یک فضای نمایشگاهی بازطراحی شده برای نمایش ماشین و لوکوموتیو در 30 سپتامبر 2006 به عنوان بخشی از یک پروژه بازسازی بزرگتر افتتاح شد. 
نحوه تهیه بلیط:
میتوان به دو صورت انلاین و افلاین خریداری کرد.
بلیط های آنلاین موزه تاریخ شیکاگو ارزان تر از بلیط های فروخته شده در محل برگزاری است. 
هنگامی که به صورت آنلاین و از قبل رزرو می کنید، زمان بازدید مورد نظر خود را نیز دریافت می کنید. 
بلیط های آنلاین همچنین به شما کمک می کند از ناامیدی لحظه آخری هنگام فروخته شدن بلیط ها جلوگیری کنید.
بلیط بزرگسالان 13 تا 64 سال : 19 دلار
بلیط ارشد بالای 65 سال : 17 دلار
بلیط دانشجویی : 17 دلار
بلیط کودک تا 12 سال : رایگان

نمونه نمایشگاه های موزه:
بازگشت به خانه: شیکاگو لهستانی از طریق دریچه جوامع لهستانی شیکاگو، سفرهایی را که مهاجران برای رسیدن به شهر طی کرده‌اند، روش‌هایی که در محله‌های آن تثبیت کرده‌اند و دوگانگی احساس ارتباط عمیق با دو مکان در آن واحد را تجربه کنید. بازگشت به خانه: شیکاگو لهستانی دارای بیش از 90 مصنوع و سند و همچنین بیش از 100 عکس بازتولید شده برای کمک به بیان داستان جوامع پر جنب و جوش لهستانی منطقه شیکاگو از اواسط دهه 1800 تا امروز است. روایت‌های شخصی، موسیقی، مشارکت اجتماعی، و همچنین تاسیسات هنری پنج هنرمند محلی لهستانی را کاوش کنید. گشت‌های راهنما در بازگشت به خانه: شیکاگو لهستانی برای گروه‌های 10 نفره یا بیشتر در دسترس است. این نمایشگاه یک پروژه مشترک و ابتکار تاریخ شفاهی با موزه تاریخ لهستان (ورشو، لهستان)، موزه لهستانی آمریکا و برنامه مطالعات لهستانی دانشگاه لویولا شیکاگو است.
/

اطلاعات موزه در صفحات مجازی وابسته :
سایت موزه : اولین نکته قابل بحث ، رنگبندی لوگو و پروفایل این موزست که ترکیبی از سه رنگ ابی و قرمز و سفید است و این دقیقا همان سه رنگ به کار رفته در پرچم کشور شیکاگو است. این موضوع با کانسپت اصلی موزه یعنی تاریخ هماهنگی دارد و دارای هوشمندی خاص و ساده ای میباشد.در سایت این موزه بخش هایی برای خرید بلیط ، نمایشگاه ها و ایونت ها، کنفرانس ها و اطلاع رسانی ها و شاپ موزه وجود دارد. 
صفحه اینستاگرام موزه:اینستاگرام با 44 هزار نفر فالوور ،پوستر های ایونت هاونمایش مجموعه هاو استوری های خرید تیکت برای نمایشگاه هاوعکس های نمایشگاه ها و تورهایی که برگزار میشود .در اصفحه اینستاگرام این موزه کانسپت رنگی یا ترتیب اثری خاصی وجود ندارد 
کانال یوتیوب:  از موضوعات موجود در کانال ، میتوان به فیلم هایی از مصاحبات و هم نشینی با افراد دانا در تاریخ یا افرادی که حرفی برای گفتن دارند و کانسپتی را توضیح میدهند اشاره کرد. 

## کلکسیون
از آثار ارزنده این مرکز می‌توان به این آثار اشاره نمود.

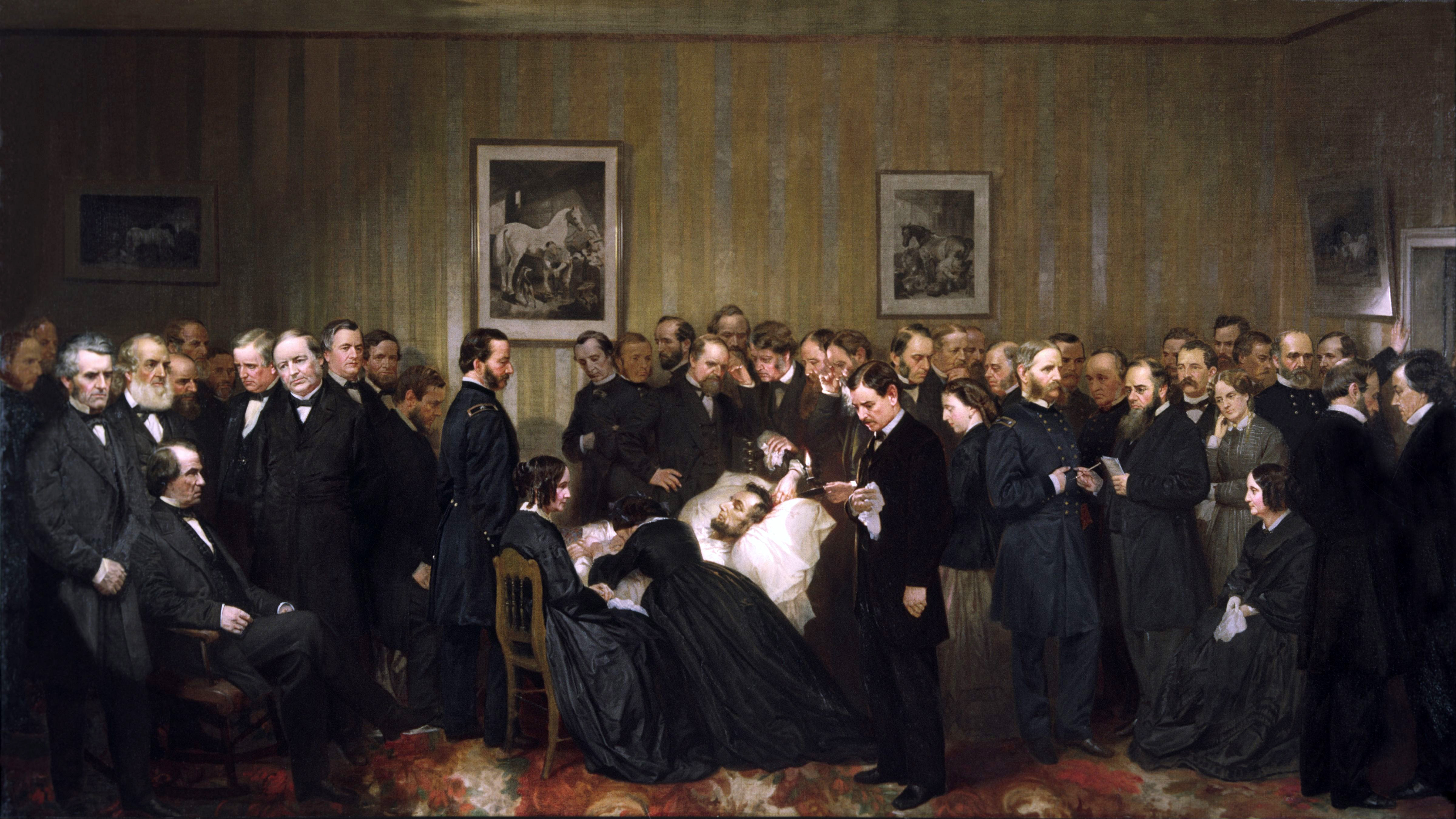
آخرین ساعات پرزیدنت لینکُلن اثر آلونزو چَپِل
۱۸۶۸ م.